# Molukkenkreeft
De molukkenkreeft (Tachypleus gigas) is een degenkrabbensoort uit de familie van de degenkrabben (Limulidae). De wetenschappelijke naam van de soort werd in 1785 voor het eerst geldig gepubliceerd door Otto Frederik Müller.
De molukkenkreeft komt voor in delen van Azië en leeft in de landen India, Indonesië, Maleisië, Filipijnen, Singapore en Thailand.